# سبد ذهبي
السبد الذهبي (الاسم العلمي: Caprimulgus eximius) هو نوع من طيور يتبع الفصيلة السبدية مثل باقي الطيور. يوجد في منطقة الساحل في شمال إفريقيا جنوب الصحراء الكبرى.